# Canoagem nos Jogos Olímpicos de Verão de 2016 - K-1 1000 m masculino
A competição do K-1 1000 m masculino da canoagem nos Jogos Olímpicos de Verão de 2016 realizou-se nos dias 15 (provas eliminatórias e semifinais) e 16 de agosto (finais), no Estádio da Lagoa.

## Calendário
Horário local (UTC-3)
| Dia          | Horário | Fase          |
| ------------ | ------- | ------------- |
| 15 de agosto | 09:06   | Eliminatórias |
| 15 de agosto | 10:21   | Semifinal     |
| 16 de agosto | 09:04   | Final         |

## Medalhistas
| Ouro   | ESP Marcus Cooper Walz |
| Prata  | CZE Josef Dostál       |
| Bronze | RUS Roman Anoshkin     |

## Resultados

### Eliminatórias
Os cinco melhores de cada bateria e o sexto melhor colocado em seguida avançam para as semifinais. 

#### Bateria 1
| Pos. | Canoísta            | CON            | Tempo    | Notas |
| ---- | ------------------- | -------------- | -------- | ----- |
| 1    | René Holten Poulsen | DEN Dinamarca  | 3:35.722 | SF    |
| 2    | Peter Gelle         | SVK Eslováquia | 3:36.342 | SF    |
| 3    | Adam van Koeverden  | CAN Canadá     | 3:37.212 | SF    |
| 4    | Rafał Rosolski      | POL Polônia    | 3:37.700 | SF    |
| 5    | Bálint Kopasz       | HUN Hungria    | 3:38.011 | SF    |
| 6    | Miroslav Kirchev    | BUL Bulgária   | 3:39.363 |       |
| 7    | Fabio Wyss          | SUI Suíça      | 3:41.985 |       |

#### Bateria 2
| Pos. | Canoísta          | CON                 | Tempo    | Notas |
| ---- | ----------------- | ------------------- | -------- | ----- |
| 1    | Josef Dostál      | CZE República Checa | 3:35.342 | SF    |
| 2    | Murray Stewart    | AUS Austrália       | 3:36.210 | SF    |
| 3    | Cyrille Carré     | FRA França          | 3:36.322 | SF    |
| 4    | Dejan Pajić       | SRB Sérvia          | 3:36.884 | SF    |
| 5    | Roman Anoshkin    | RUS Rússia          | 3:37.296 | SF    |
| 6    | Alberto Ricchetti | ITA Itália          | 3:37.610 |       |
| 7    | Ilya Golendov     | KAZ Cazaquistão     | 3:37.953 |       |

#### Bateria 3
| Pos. | Canoísta           | CON               | Tempo    | Notas |
| ---- | ------------------ | ----------------- | -------- | ----- |
| 1    | Fernando Pimenta   | POR Portugal      | 3:33.140 | SF    |
| 2    | Max Hoff           | GER Alemanha      | 3:33.585 | SF    |
| 3    | Marcus Cooper Walz | ESP Espanha       | 3:33.786 | SF    |
| 4    | Aleksey Mochalov   | UZB Uzbequistão   | 3:34.469 | SF    |
| 5    | Artuur Peters      | BEL Bélgica       | 3:34.781 | SF    |
| 6    | Mohamed Mrabet     | TUN Tunísia       | 3:35.084 | SF    |
| 7    | Marty McDowell     | NZL Nova Zelândia | 3:39.588 |       |

### Semifinal
Os quatro canoístas mais bem colocados de cada grupo avança para a final A, os quatro restantes de cada grupo disputam a final B.

#### Semifinal 1
| Pos. | Canoísta            | CON           | Tempo    | Notas |
| ---- | ------------------- | ------------- | -------- | ----- |
| 1    | Murray Stewart      | AUS Austrália | 3:32.602 | FA    |
| 2    | Fernando Pimenta    | POR Portugal  | 3:33.420 | FA    |
| 3    | Marcus Cooper Walz  | ESP Espanha   | 3:33.781 | FA    |
| 4    | René Holten Poulsen | DEN Dinamarca | 3:34.344 | FA    |
| 5    | Bálint Kopasz       | HUN Hungria   | 3:34.772 | FB    |
| 6    | Adam van Koeverden  | CAN Canadá    | 3:36.230 | FB    |
| 7    | Artuur Peters       | BEL Bélgica   | 3:37.586 | FB    |
| 8    | Dejan Pajić         | SRB Sérvia    | 3:48.158 | FB    |

#### Semifinal 2
| Pos. | Canoísta         | CON                 | Tempo    | Notas |
| ---- | ---------------- | ------------------- | -------- | ----- |
| 1    | Roman Anoshkin   | RUS Rússia          | 3:34.833 | FA    |
| 2    | Max Hoff         | GER Alemanha        | 3:36.136 | FA    |
| 3    | Peter Gelle      | SVK Eslováquia      | 3:36.193 | FA    |
| 4    | Josef Dostál     | CZE República Checa | 3:36.384 | FA    |
| 5    | Aleksey Mochalov | UZB Uzbequistão     | 3:36.968 | FB    |
| 6    | Cyrille Carré    | FRA França          | 3:38.115 | FB    |
| 7    | Rafał Rosolski   | POL Polônia         | 3:38.379 | FB    |
| 8    | Mohamed Mrabet   | TUN Tunísia         | 3:43.145 | FB    |

### Final

#### Final B
| Pos. | Canoísta           | CON             | Tempo    | Notas |
| ---- | ------------------ | --------------- | -------- | ----- |
| 1    | Adam van Koeverden | CAN Canadá      | 3:31.872 |       |
| 2    | Bálint Kopasz      | HUN Hungria     | 3:32.392 |       |
| 3    | Artuur Peters      | BEL Bélgica     | 3:33.521 |       |
| 4    | Aleksey Mochalov   | UZB Uzbequistão | 3:34.807 |       |
| 5    | Cyrille Carré      | FRA França      | 3:36.606 |       |
| 6    | Rafał Rosolski     | POL Polônia     | 3:39.021 |       |
| 7    | Dejan Pajić        | SRB Sérvia      | 3:40.502 |       |
| 8    | Mohamed Mrabet     | TUN Tunísia     | 3:45.122 |       |

#### Final A
| Pos.              | Canoísta            | CON                 | Tempo    | Notas |
| ----------------- | ------------------- | ------------------- | -------- | ----- |
| Medalha de ouro   | Marcus Cooper Walz  | ESP Espanha         | 3:31.447 |       |
| Medalha de prata  | Josef Dostál        | CZE República Checa | 3:32.145 |       |
| Medalha de bronze | Roman Anoshkin      | RUS Rússia          | 3:33.363 |       |
| 4                 | Murray Stewart      | AUS Austrália       | 3:33.741 |       |
| 5                 | Fernando Pimenta    | POR Portugal        | 3:35.349 |       |
| 6                 | René Holten Poulsen | DEN Dinamarca       | 3:36.840 |       |
| 7                 | Max Hoff            | GER Alemanha        | 3:37.581 |       |
| 8                 | Peter Gelle         | SVK Eslováquia      | 3:40.691 |       |